# Estación de Soldón-Sequeiros
Soldón-Sequeiros es un apeadero ferroviario ubicado en la parroquia de Sequeiros, en el municipio de Quiroga, en la provincia de Lugo. No cuenta con servicios de pasajeros desde el 28 de septiembre de 1999.

## Situación ferroviaria
Se encuentra en el punto kilométrico 327,376 de la línea de ancho ibérico León-La Coruña, entre las estaciones de San Clodio-Quiroga y Montefurado. El tramo es de vía única electrificada.

## Historia
La estación fue abierta al tráfico el 4 de septiembre de 1883 con la puesta en marcha del tramo Oural-Toral de los Vados de la línea que pretendía unir Palencia con La Coruña. Las obras corrieron a cargo de la Compañía de los Ferrocarriles de Asturias, Galicia y León o AGL creada para continuar con los proyectos iniciados por la Compañía del Ferrocarril del Noroeste de España y gestionar sus líneas. En 1885, la mala situación financiera de AGL tuvo como consecuencia su absorción por parte de Norte. En 1941, la nacionalización del ferrocarril en España supuso la desaparición de esta última y su integración en la recién creada RENFE. 
No cuenta con servicios de pasajeros desde el 28 de septiembre de 1999.

## La estación
El edificio para viajeros es de base rectangular y una única altura. La estación dispone de tres vías y un único andén junto al edificio de viajeros.